# 곤자가 대학교
곤자가 대학교(Gonzaga University)는 미국 워싱턴주 스포캔에 위치한 로마 가톨릭교회 사립 대학교이다.